# Ignacy Borkowski

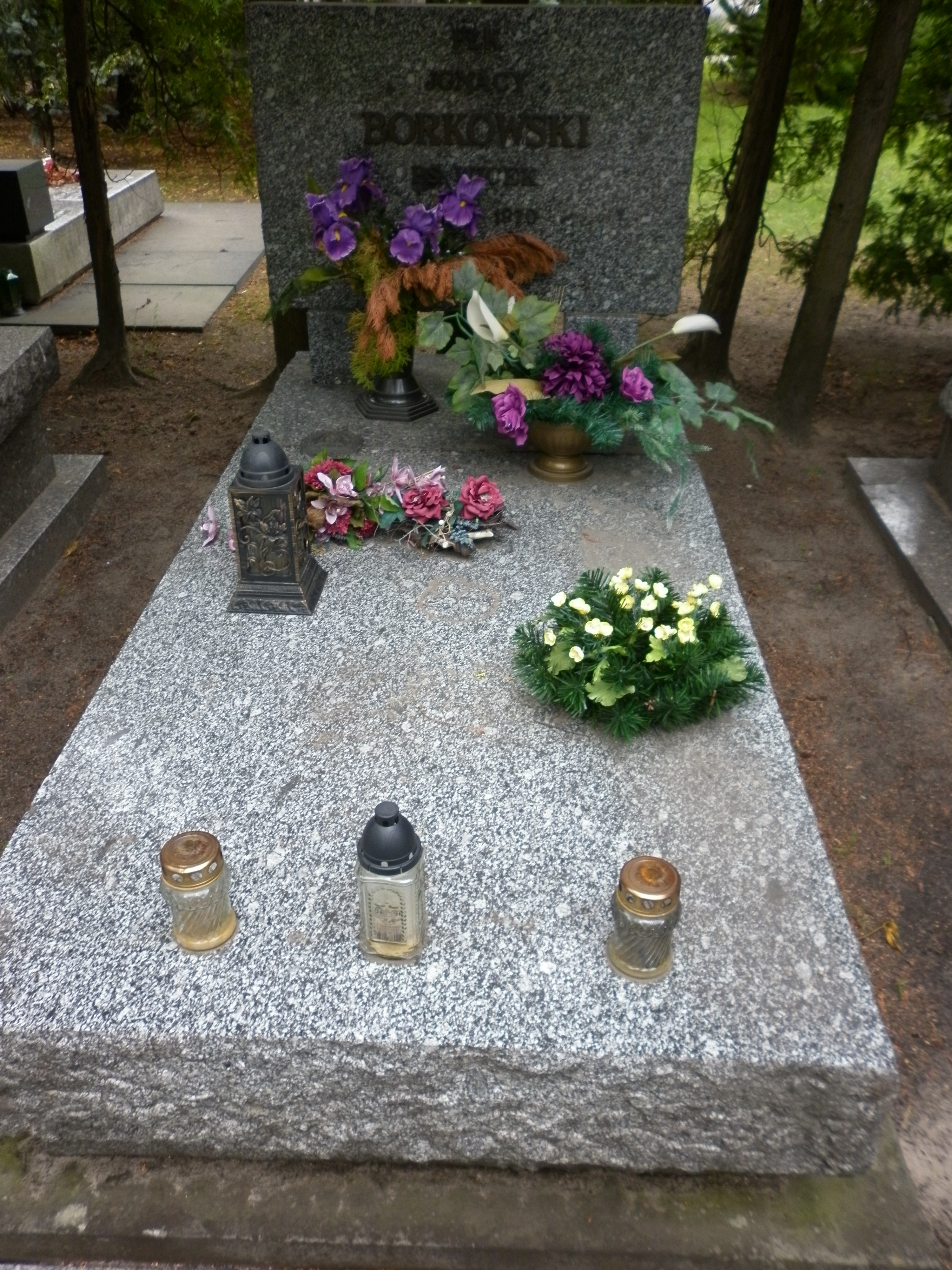
Grób Ignacego Borkowskiego na Cmentarzu Wojskowym na Powązkach

Ignacy Borkowski (wcześniej Ignacy Burek), ps. „Wicek”, „Długi”, „Wysoki” (ur. 17 czerwca 1907 w Mińsku Mazowieckim, zm. 20 sierpnia 1970 w Warszawie) – polski działacz komunistyczny, oficer Armii Ludowej (AL), pułkownik Milicji Obywatelskiej (MO), główny inspektor ORMO.

## Życiorys
Syn Józefa i Józefy Burków. Po ukończeniu szkoły elementarnej pracował jako uczeń ślusarski w fabryce metalowej K. Rudzki i S-ka w Mińsku Mazowieckim. Wstąpił do sekcji młodzieżowej Związku Zawodowego Robotników Przemysłu Budowlanego w Polsce. Był współorganizatorem strajku młodocianych w fabryce, za co w 1927 zwolniono go z pracy. Wstąpił do KZMP. Przez rok pracował dorywczo przy wyrobie obuwia u miejscowych chałupników. W 1928 powołano go do wojska; służył w 2 pułku saperów kolejowych w Jabłonnie k. Warszawy, ukończył szkołę podoficerską. Po zwolnieniu w 1930 pracował dorywczo na kolei, a później przy wyrobie obuwia. W 1933 wstąpił do KPP. Uczestniczył w organizowaniu strajków i demonstracji, m.in. w strajku szewców-chałupników w Mińsku Mazowieckim. Na polecenie partii w 1937 wyjechał do Hiszpanii, gdzie walczył jako dowódca plutonu, później kompanii ckm w Batalionie im. Jarosława Dąbrowskiego. W czasie walk nad Ebro został ranny. Był członkiem KPH. Po zakończeniu wojny internowany w latach 1939–1941 we Francji.
W styczniu 1941 wyjechał do ZSRR i przez pewien czas przebywał na kuracji w sanatorium. Po napaści Niemiec na ZSRR w czerwcu 1941 przydzielono go do grupy wywiadowczej działającej na tyłach wroga. Następnie został skierowany na kurs do Międzynarodowej Szkoły Partyjnej przy Komitecie Wykonawczym Kominternu w Kusznarenkowie (Baszkiria). Jesienią 1943 został zrzucony w okolice Pińska, gdzie formował się oddział im. T. Kościuszki przy Pińskiej Brygadzie Partyzanckiej. W styczniu 1944 wraz z oddziałem dowodzonym przez Leona Kasmana przybył na Lubelszczyznę w rejon Lasów Parczewskich. Tu oddział podzielono na dwie grupy: dowódcą jednej został „Wicek” i wraz z nią przeszedł na teren południowej Lubelszczyzny (Okręg AL nr 5). Działając od lutego 1944 w składzie 1 Brygady AL im. Ziemi Lubelskiej, oddział Borkowskiego przeprowadził szereg akcji i stoczył kilka potyczek z okupantem na terenie powiatu kraśnickiego, krasnostawskiego i puławskiego. 5 marca 1944 urządził zasadzkę na niemiecki oddział łączności w rejonie Zofianki (pow. Janów Lubelski), w której zabito 10 Niemców i zdobyto broń. 29 i 30 kwietnia spalił mosty we wsiach Krzemień i Dzwola. W kwietniu wykoleił pociąg z wojskiem niemieckim na odcinku Kraśnik – Szastarka. 7 maja stoczył walkę pod Zdziarami, w której zginęło ok. 29 hitlerowców. W maju 1944 został dowódcą 1 Brygady AL im. Ziemi Lubelskiej. Kierował walką oddziałów brygady podczas największej bitwy partyzanckiej w Lasach Lipskich, Janowskich i w Puszczy Solskiej 9–25 czerwca 1944. Jako dowódca brygady uczestniczył w jej walkach aż do wyzwolenia Lubelszczyzny. W tym czasie zaczął używać nazwiska Borkowski.
Po wyzwoleniu był kolejno komendantem wojewódzkim MO w Lublinie (do lutego 1945), w Łodzi (do 1946) i Gdańsku (do 1948). Jednocześnie wchodził w skład egzekutywy Komitetów Wojewódzkich PPR w tych miastach. W 1948 został komendantem MO m.st. Warszawy. Był również członkiem egzekutywy Komitetu Warszawskiego PZPR. Jako delegat z Łodzi uczestniczył w I Zjeździe PPR 6–13 grudnia 1945. Od 1951 pracował w Komendzie Głównej MO jako inspektor główny ORMO. Wchodził też w skład KZ i egzekutywy POP przy KG MO. W 1961 przeszedł na rentę dla zasłużonych.
Zmarł w Warszawie. Spoczywa razem z żoną na Cmentarzu Wojskowym na Powązkach (kwatera A2-tuje-3).

## Życie prywatne
Po wojnie poślubił Leonardę Genowefę z domu Stefańską (ur. 16 kwietnia 1922, zm. 3 stycznia 2014), byłą sanitariuszkę GL i AL ps. Heniek. Walczyła razem z nim w 1 Brygadzie AL im. Ziemi Lubelskiej, na Porytowym Wzgórzu została ranna w kolano. Mieli dwóch synów. 

## Ordery i odznaczenia
- Order Sztandaru Pracy II klasy
- Order Krzyża Grunwaldu III klasy
- Krzyż Oficerski Orderu Odrodzenia Polski (10 października 1945)[4]
- Krzyż Srebrny Orderu Virtuti Militari
- Złoty Krzyż Zasługi (4 października 1946)[5]
- Złota odznaka honorowa „Za Zasługi dla Warszawy” (1966)[6]
- Krzyż Partyzancki
- Medal „Za waszą wolność i naszą”
- Medal Zwycięstwa i Wolności 1945

## Upamiętnienie
Od 1978 jego imię nosiła Szkoła Podstawowa nr 72 na Grochowie w Warszawie. Uchwałą Nr LXXXI/2589/2006 Rady miasta stołecznego Warszawy, z dniem 1 września 2006 zmieniono nazwę szkoły na Szkoła Podstawowa nr 72 im. Przyjaciół Grochowa w Warszawie.